# Meilenstein (Theißen Nord, Meile 28)

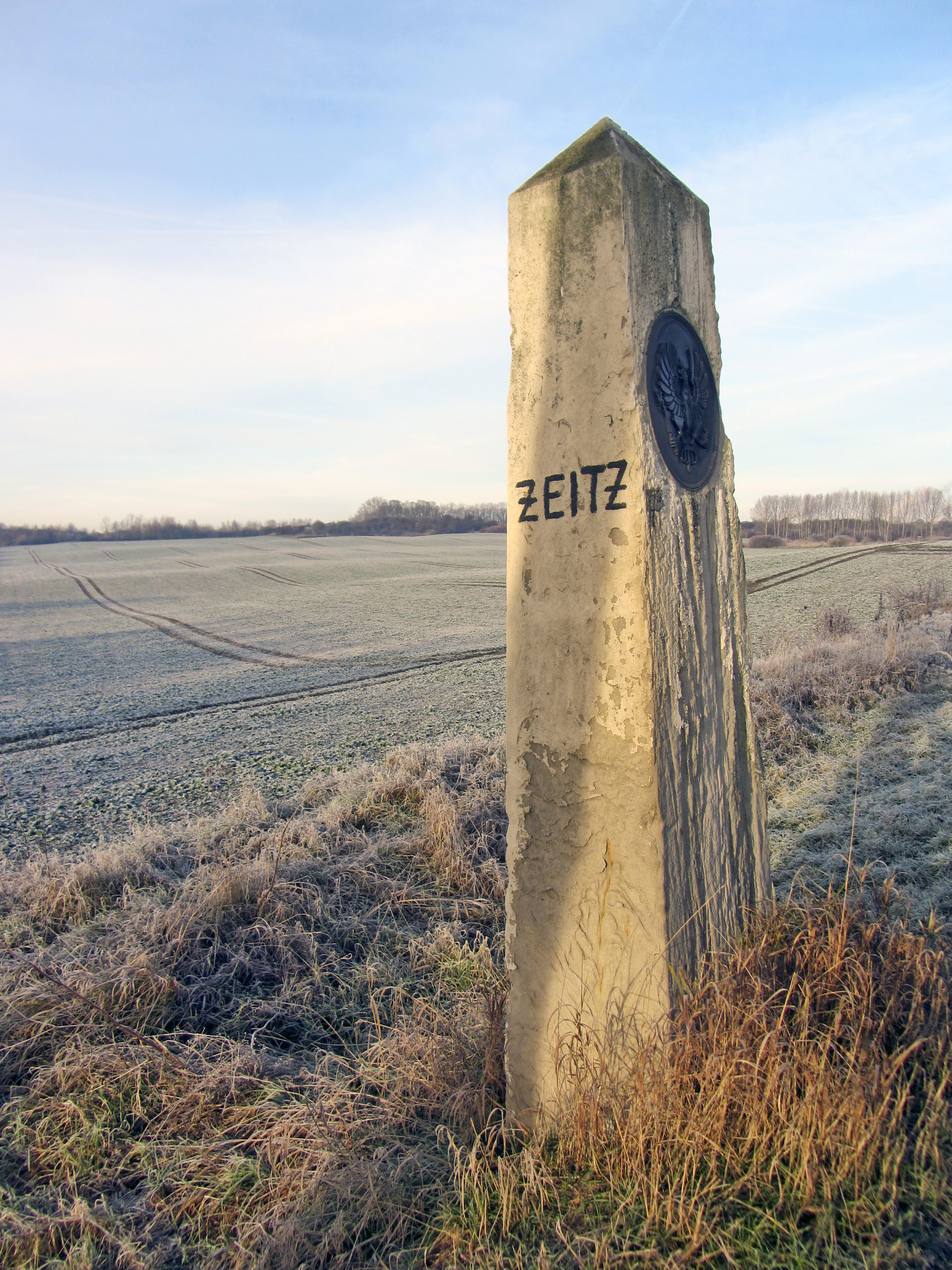
Preußischer Ganzmeilenobelisk bei Theissen

Der Ganzmeilenstein bei Theißen ist ein Kleindenkmal in der Stadt Zeitz im Burgenlandkreis in Sachsen-Anhalt.
Die Ganzmeilensteine zwischen Weißenfels und Giebelroth an der thüringischen Grenze stehen allesamt um 2,8 Kilometer verrückt zur historischen Straßensituation. Dadurch entsteht das Kuriosum, dass an drei Stellen der Streckenführung ein Halbmeilenstein in der unmittelbaren Nähe eines Ganzmeilensteines steht, obwohl zwischen beiden Steinen eigentlich mehr als 3,7 Kilometer liegen müssten, da die preußische Meile 7,532 Kilometern entsprach. In Theißen führt das zudem dazu, dass sich auf der Dorfflur alle drei Typen von preußischen Meilensteinen finden, da es südöstlich des Ortes auch einen Viertelmeilenstein gibt. Eine vergleichbar verschobene Situation finden wird beim Halbmeilenstein Loitzschütz mit dem Ganzmeilenstein Schellbach südlich von Zeitz.
Der Hintergrund dafür wurde mittlerweile nachgewiesen: die Ganzmeilensteine wurden später neu aufgestellt, statt Berlin, dem eigentlichen Ausgangspunkt der preußischen Staatschaussee, wurde nun der Marktplatz von Weißenfels zum Nullpunkt erkoren. Diese Umstellung ist wohl auch der Grund dafür, wieso man auf dem Obelisk nur noch Weißenfels und Zeitz lesen kann. Ursprünglich muss die Beschriftung „Berlin 28 Meilen“, „Zeitz 1 Meile“ und „Weißenfels 1 1/2 Meilen“ gelautet haben. Der 500 Meter vom Ortsausgang stehende Meilenstein ist 3 Meter hoch und steht unter Denkmalschutz. Er ist im Denkmalverzeichnis mit der Erfassungsnummer 094 66134 als Baudenkmal registriert. Die linke Sitzbank und Sockel befinden sich versunken im Erdreich.
Wie die anderen beiden Steine befindet sich der Ganzmeilenobelisk an der heutigen Bundesstraße 91, der Halbmeilenstein steht nur etwas über 100 Meter entfernt, allerdings auf der anderen, südöstlichen Straßenseite. Diese war vermutlich die ursprüngliche Aufstellungsseite.